# 岡本重親
岡本 重親（おかもと しげちか、生没年不詳）は下野国の戦国時代の武将。宮内少輔を名乗る。妻は、玉生勝定の次女。子に正重がいる。

## 出生について
系図によれば、清党（清原氏を祖とする芳賀氏を中心とした下野の武将一族）岡本氏の3代目であり、2代正高の子とされているが、年代的にこれはありえない。正高の没年は貞治2年（1363年）8月26日であるが、永正11年（1514年）に造られた薬師如来像の胎内の銘文に「永正十一年甲戌十一月吉日」の日付とともに、時の重親の主君塩谷孝綱とその子藤千代丸に続いて、「清原重親　同高宗」とあり、その時代に重親が生きていたことは確かなので、仮に重親が、正高の没年に生まれたとしても、重親は、この時152歳(数え年)となってしまうため、2人の親子関係はありえない。
そこで注目されるのが、重親の妻の実家の玉生氏である。玉生氏は、重親の主君塩谷氏からかつて分家した一族だが、貞治2年（1363年）6月17日、苦林野の戦いにおいて、時の玉生家当主である玉生富高が討死したが、戦功があり、この際玉生氏は岡本氏の発祥の地である岡本郷を賜り、玉生富高の弟である勝親が岡本信濃守富武（岡本富高と正高は、共に信濃守を名乗っていた）と名乗っており、勝親が岡本氏の名跡を継ぎ繁栄させ、その子孫が重親ではないかと考えられている。勝親は、玉生姓の時、縫殿助を名乗っていたが、後世の記録を見ると、宇都宮氏の家臣の城館主として「河内郡 岡本 （岡本）縫殿助」の名前が見え、勝親の子孫が、代々縫殿助の名を継承していたことがうかがえる。また、重親の孫正親の孫に当たる岡本保忠も縫殿助を名乗っている。これも、重親が勝親の子孫であることを裏付ける事実と言えるが、ただ、ならば正高から重親までの間の系図がなぜ省略されてしまっているのか疑問が残るため、これらについては、さらに研究が必要である。

## 事績
岡本城で出生したと考えられている重親は、文明10年（1478年）正月18日塩谷孝綱の付家老として、下野国塩谷郡に孝綱とともに下り、松ヶ嶺城を築いて居城とする。妻の父勝定の生没年「長禄3年（1459年） - 永正17年（1520年）」を参考にすると、重親は勝定と同世代と考えられ、重親は、この時15～20歳、あるいは20歳前後ではなかったろうかと推測される。川崎伯耆守実録には、岡本宮内左ェ門の名が見える。そして、永正11年（1514年）の頃には、同年に造られた薬師如来像に主君孝綱父子に続いて名を連ねるほどの重臣となっていた。

## 清原高宗について
その薬師如来像には、重親に続いて「同(清原)高宗」とあるが、これが、仮に重親の子正重の別名だとすると、正重は永正3年（1506年）生まれと推測されるため、幼名ではなく、元服名が使われていることに疑問が残り時代に合わない。この高宗については、重親の事績や没年を推定する上で重要と考えられている。

## 没年について
没年については不明だが、塩谷の地に下ってきたのが15～20歳前後と考えると、永正11年の頃には50～60歳であったと考えられるが、仮にこれより間もなく没したと考えると、子の正重は、元服前に家督を継いだことになり、塩谷家臣団では新参者である岡本氏が、孝綱の子義孝の側室を送るほどに正重の代が繁栄したとは考え難い。正重の生年には疑いがあるもの、重親は、永正11年の後も十数年生きたものと考えられる。松ヶ嶺城の北東、城下町の松小屋（現在は廃村。字名のみ残る）に鬼門を守るかのように天文2年（1533年）に箒根神社の分社が建立されているが、この境内に残る石の中に五輪塔の残骸があり、これが重親のものとすると、この箒根神社には、祭神として重親が奉られていた可能性がある。重親の墓については、元々は岡本家の旧菩提寺である慈光寺にあったが、現在の菩提寺である鏡山寺には墓が無く、慈光寺が廃寺になって以降、その墓の行方が不明になっているが、慈光寺が廃寺の後に箒根神社の境内に移されたとすると、この箒根神社は重親を奉るために建てられた可能性があり、その建立年以前の間もない頃に、重親は没したと推測されるが定かではない。